# غرينفيل أندرسون
غرينفيل أندرسون (بالإنجليزية: Grenville Anderson)‏ هو مهندس أسترالي، ولد في 26 نوفمبر 1951، وتوفي في 31 مايو 2004.